# Ингербургские ворота
Ингербургские ворота — памятник архитектуры. Расположен в Гатчине, современный адрес — 
проспект 25 Октября, угол Рощинской улицы; исторически были установлены у северного въезда в город со стороны Санкт-Петербурга как городская застава.

## История
Сделаны по задумке Павла I в 1795 году. Работы выполнили государственные крестьяне Иван Шушарин и Филат Ябуров, сумма расходов на строительство составила 4,5 тыс. руб. Изначально состояли из двух двухэтажных каменных караулок с кирпичным сводом между ними и флагштоком над черепичной крышей. В 1798 году на воротах был установлен герб Гатчины. 
В 1829 году ворота были разобраны в связи с перестройкой Ингербурга после перевода в Гатчину гвардейского гарнизонного батальона. В 1831—1832 годах были построены новые, по проекту В. А. Глинки.
Между пилонами стояла металлическая решётка с воротами, аналогичными ограде Смоленских ворот Гатчины. Те, в свою очередь, создавались для Михайловского замка, вероятно — по рисунку В. И. Баженова или В. Бренна; их основной узор — наивно выполненный орёл между тростником и дубовой ветвью.
В годы войны и немецкой оккупации были утрачены створки ворот. К 1985 году металлические части были сняты в связи с активным движением транспорта по шоссе.
В 2019 году выполнена реставрация ворот, работы вело ООО «РМ «Наследие». В том же году установлена художественная подсветка ворот.

## Описание
Конструкции представляют собой два массивных пилона прямоугольного сечения, увенчанных военными арматурами из листовой меди. Со стороны въезда по углам пилонов сделаны утопленные в кладке римско-дорические колонны. Основной материал ворот — пудостский камень, в начале XX века ворота были оштукатурены, при этом окрашены под камень и рустованы.
По своей общей композиции практически идентичны Смоленским воротам, установленным на южном въезде в город. 